# Villeneuve (tổng)
Tổng Villeneuve là một tổng thuộc tỉnh Aveyron trong vùng Occitanie.

## Địa lý
Tổng này được tổ chức xung quanh Villeneuve ở quận Villefranche-de-Rouergue. Độ cao khu vực này dao động từ 140 m (Salvagnac-Cajarc) đến 505 m (Villeneuve) với độ cao trung bình 344 m.

## Các đơn vị trực thuộc
Tổng Villeneuve gồm 10 xã với dân số 4 367 người (điều tra dân số năm 1999, dân số không tính trùng)
| Xã                   | Dân số | Mã bưu chính | Mã insee |
| -------------------- | ------ | ------------ | -------- |
| Ambeyrac             | 191    | 12260        | 12007    |
| La Capelle-Balaguier | 240    | 12260        | 12053    |
| Montsalès            | 215    | 12260        | 12158    |
| Ols-et-Rinhodes      | 120    | 12260        | 12175    |
| Sainte-Croix         | 632    | 12260        | 12217    |
| Saint-Igest          | 163    | 12260        | 12227    |
| Saint-Rémy           | 297    | 12200        | 12242    |
| Salvagnac-Cajarc     | 353    | 12260        | 12256    |
| Saujac               | 139    | 12260        | 12261    |
| Villeneuve           | 2 017  | 12260        | 12301    |

## Biến động dân số
| 1962                                                     | 1968  | 1975  | 1982  | 1990  | 1999  |
| -------------------------------------------------------- | ----- | ----- | ----- | ----- | ----- |
| 3 426                                                    | 3 644 | 3 621 | 3 916 | 4 183 | 4 367 |
| Nombre retenu à partir de 1962 : dân số không tính trùng |       |       |       |       |       |